# 片貝駅 (新潟県)
片貝駅（かたかいえき）は、かつて新潟県小千谷市片貝町にあった、日本国有鉄道（国鉄）魚沼線の駅（廃駅）である。
魚沼線の廃止に伴い、1984年（昭和59年）4月1日に廃駅となった。

## 歴史
- 1911年（明治44年）9月14日：魚沼鉄道の片貝停留所として、路線の開業と同時に設置[1]。旅客・荷物を取り扱い[2]。
- 1912年（明治45年）7月23日認可：停車場に変更[2]。
- 1922年（大正11年）6月15日：魚沼鉄道の国有化に伴い、国有鉄道・魚沼線の駅となる[2]。
- 1944年（昭和19年）10月16日：魚沼線が不要不急線として、当面の間運行休止となる[2]。
- 1954年（昭和29年）8月1日：魚沼線の運行再開と同時に、営業を再開[2]。
- 1974年（昭和49年）10月1日：貨物取扱を廃止（実際は翌年3月まで特別措置で取扱[3]）。
- 1976年（昭和51年）4月1日：業務委託駅となる[4]。
- 1984年（昭和59年）
  - 2月1日：荷物取扱を廃止[2]。
  - 4月1日：魚沼線の全線廃止に伴い、廃駅となる[2]。

## 駅構造
廃止時は、単式ホーム1面1線を有する業務委託駅であった。

## 廃止後
駅廃止後、駅舎などは撤去された。現在、駅跡地には片貝郵便局が新築・移設されている。

## 隣の駅
日本国有鉄道
魚沼線
来迎寺駅 - 片貝駅 - 高梨駅
- 1915年（大正4年）から買収までの間、新来迎寺駅（来迎寺駅）との間に八島停留場があった。
- 1913年（大正2年）から1914年（大正3年）までの間、高梨駅との間に池津駅（貨物駅）があった。